# Монтаньяреале
Монтаньяреале (итал. Montagnareale) — коммуна в Италии, располагается в регионе Сицилия, подчиняется административному центру Мессина.
Население составляет 1787 человек, плотность населения составляет 112 чел./км². Занимает площадь 16 км². Почтовый индекс — 98060. Телефонный код — 0941.
Покровителем коммуны почитается святой Антоний Великий, празднование 17 января.